# En ganske snill mann
En ganske snill mann (bra: Um Homem um Tanto Gentil) é um filme de comédia policial produzido na Noruega e lançado em 2010.